# Herezacskó

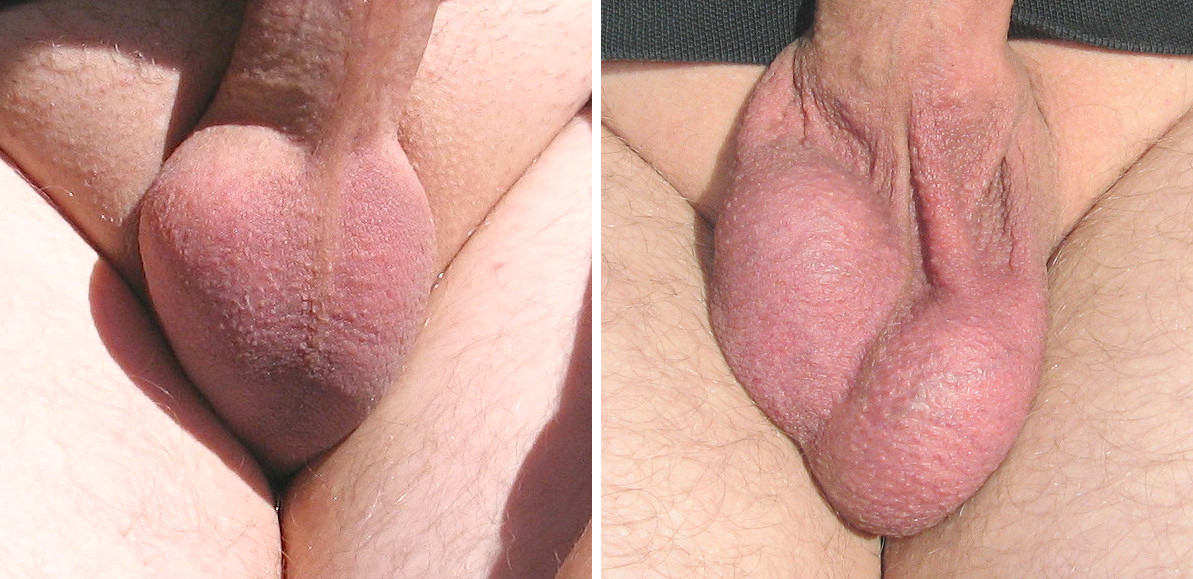
A herezacskó összehúzott (balra) és ernyedt (jobbra) állapotban

A herezacskó (scrotum) egyes emlősállatokban és az emberben a hím nemi szervek része, a hímvessző és a végbélnyílás, valamint a combok között található, izomrostokkal átszőtt bőrtasak, amelyben a két here és mellékhere helyezkedik el. A bőr ráncolt, a pubertás után gyér szőrzet fedi.
Az embrionális fejlődés során két lebenyből forr össze, ennek nyoma a középvarrat, amely a herezacskót két, közel egyenlő részre osztja. A két lebeny anatómiailag megfeleltethető a női nagy szeméremajkaknak.
A herezacskó legfőbb élettani funkciója a herék hőszabályozó mechanizmusa. A herék spermiumképződéshez szükséges optimális hőmérséklete egy-két Celsius-fokkal a normál testhőmérséklet alatt, 34 °C körül van. A bőrtasak alatt a heréket körülvevő simaizom-réteg (musculus cremaster) található, amely képes a herezacskót összehúzni.  A herék autonóm mozgást végeznek. Hidegben a herezacskó a heréket képes a testhez közelebb húzni, míg melegben, ernyedt állapotban a herék a testtől távolabb, lógó állapotban helyezkednek el.
A herezacskó izmai orgazmus hatására az ejakuláció során is összehúzódnak. Sok férfi akaratlagosan is képes a herék felhúzására, például a Kegel-gyakorlat végzése során.